# Naxoch
Naxoch är en ort i Mexiko.   Den ligger i kommunen Larráinzar och delstaten Chiapas, i den sydöstra delen av landet, 700 km öster om huvudstaden Mexico City. Naxoch ligger 2 026 meter över havet och antalet invånare är 174.
Terrängen runt Naxoch är kuperad åt sydost, men åt nordväst är den bergig. Terrängen runt Naxoch sluttar norrut. Runt Naxoch är det ganska tätbefolkat, med 166 invånare per kvadratkilometer. Närmaste större samhälle är Bochil, 18,8 km nordväst om Naxoch. I omgivningarna runt Naxoch växer i huvudsak städsegrön lövskog.